# Kya fyr
Kya fyr ist ein Leuchtturm auf der kleinen Felseninsel Kya vor der norwegischen Küste in der Kommune Osen in Trøndelag. Er markiert das südwestliche Ende des häufig stürmischen und für die Schifffahrt riskanten Seegebiets Folda. 
Der Leuchtturm, ein 9 m hoher, roter Turm aus Gusseisen auf einem 7 m hohen Unterbau aus Natursteinmauerwerk, darauf der 6 m hohe Laternenaufbau, wurde 1920 auf der höchsten Stelle der bei schwerer See von Brechern überspülten Schäre errichtet. Das Leuchtfeuer selbst befindet sich auf einer Höhe von 29 m, hat eine Lichtstärke von 4000 Candela, zeigt ein weißes, umlaufendes Licht alle zehn Sekunden und hat 12,2 Seemeilen Reichweite. Es ist nur vom 25. Juli bis zum folgenden 12. Mai in Betrieb, da es wegen der Mitternachtssonne in der restlichen Zeit nicht gebraucht wird.
Ursprünglich war neben dem Turm auch ein steinernes Haus für die Leuchtturmwärter und ihre Familien vorgesehen, doch davon wurde wegen der äußerst ungastlichen Umgebung abgesehen. Stattdessen wurden im Turm selbst vier kleine Schlafräume, ein Wohnzimmer und eine Küche für die Wärter eingerichtet, ebenso ein Kohlenkeller und ein Brauchwassertank. Da selbst an guten Tagen der Seegang eine Bootlandung auf Kya sehr schwierig gestaltete, wurde eine steinerne Mole mit einem Bootskran gebaut. Von dort liefen Feldbahnschienen zu einem aus Beton gebauten Bootsbunker. Der Kran wurde nur bei Bedarf aus dem Bootsbunker geholt.
Trotz seiner soliden Bauweise erlitt der Leuchtturm im Laufe der Zeit wiederholt erhebliche Sturmschäden; im Jahre 1938 wurden bei einem Orkan sogar mehrere Fenster der Laterne – 29 Meter über dem normalen Meeresspiegel – zerbrochen und das Leuchtfeuer ausgelöscht.
1957 wurde der Leuchtturm auf automatische Gasbefeuerung umgestellt und 1958 wurde das verbliebene Personal abgezogen. 1974 wurde das Leuchtfeuer auf elektrischen, batteriegespeisten Betrieb umgestellt. Seit 2000 steht der Leuchtturm unter Denkmalschutz.